# Colluricincla harmonica
Picanço-musical ou sibilante-cinzento (Colluricincla harmonica), também conhecido por tordo-picanço cinzento ou pitohui cinzento[carece de fontes?], é um dos mais queridos e emblemáticos pássaros cantores da Australasia. É comum na Austrália, exceto nas zonas secas e os desertos do interior. Encontra-se também na Nova Guiné.
Mede em aproximadamente 24 cm de longitude. Carece de cores brilhantes, porém seu presente extraordinário é a bela melodia que canta, incomparável na Australásia com exceção quiçá das duas aves liras e o tordo-picanço da pedra de areia (Colluricincla woodwardii). Na avaliação de risco de extinção, tem sua situação considerada pouco preocupante.

## Referencias
1. ↑  «Pachycephalidae». Aves do Mundo. 26 de dezembro de 2021. Consultado em 5 de abril de 2024
2. ↑  Paixão, Paulo (Verão de 2021). «Os Nomes Portugueses das Aves de Todo o Mundo» (PDF) 2.ª ed. A Folha — Boletim da língua portuguesa nas instituições europeias. ISSN 1830-7809. Consultado em 5 de abril de 2024. Cópia arquivada (PDF) em 23 de abril de 2022
3. ↑  BirdLife International (2008) Colluricincla harmonica. Lista Roja de Especies Amenazadas IUCN 2008. Consultado el 6 de agosto de 2009.